# Língua bartangi
A língua Bartangi é uma língua Pamir falada ao longo do rio Bartang deste Yemtz até Nikbist, em Gorno-Badakhshan. É geralmente classificada como um dialeto da língua shugni, embora seja bem distinta da mesma. São dois seus sub- dialetos(sub)dialects, Basid e Sipandzh,cujos nomes se referem às vilas onde são falados. Não tem uma escrita própria, embora tenha sido desenvolvida uma escrita latina ainda não usada.
Conforme dados do Censo de 1990, há algo entre 2500 e 3000 falantes do dialeto. Embora a população continue crescendo, as guerras civis e os esforços da Rússia em assimilar os Bartangi ou relocá-los para cidades e ainda os trabalhos de modernizaçãoo e educação têm feitoo o uso da língua a se reduzir.
O Bartangi é mais similar aos dialetos Shugni vizinhos, como o Rushani e Orosoro. As poucas diferenças incluem as formas das segundas pessoas, o tempo chamado "tu"  e o sufixo plural "-en".

## Escrita
A língua (dialeto) Bartangi usa uma forma do alfabeto latino com 33 símbolos que incluem as letras tradicionais e letras com diacríticos, mais dz, e as cinco  vogais com barra superior (breve); Não existe a letra H.